# Phycis
Phycis – rodzaj morskich ryb z rodziny dorszowatych (Gadidae), czasami wyodrębniany do rodziny Phycidae wraz z blisko spokrewnionymi gatunkami z rodzaju Urophycis. Dwa gatunki mają niewielkie znaczenie gospodarcze. W literaturze występują pod nazwą widlaki.

## Zasięg występowania
Północny Ocean Atlantycki, Zatoka Meksykańska i Morze Śródziemne.

## Cechy charakterystyczne
Dwie płetwy grzbietowe i jedna odbytowa, nie łączą się z ogonową. Pierwsza płetwa grzbietowa z ośmioma lub więcej promieniami, zakończona jednym długim promieniem. Szczątkowy wąsik podbródkowy. Płetwy brzuszne przekształcone w narząd dotyku.

## Klasyfikacja
Gatunki zaliczane do tego rodzaju:
- Phycis blennoides – widlak biały[4]
- Phycis chesteri – widlak długopłetwy[5]
- Phycis phycis – widlak różowy[6]

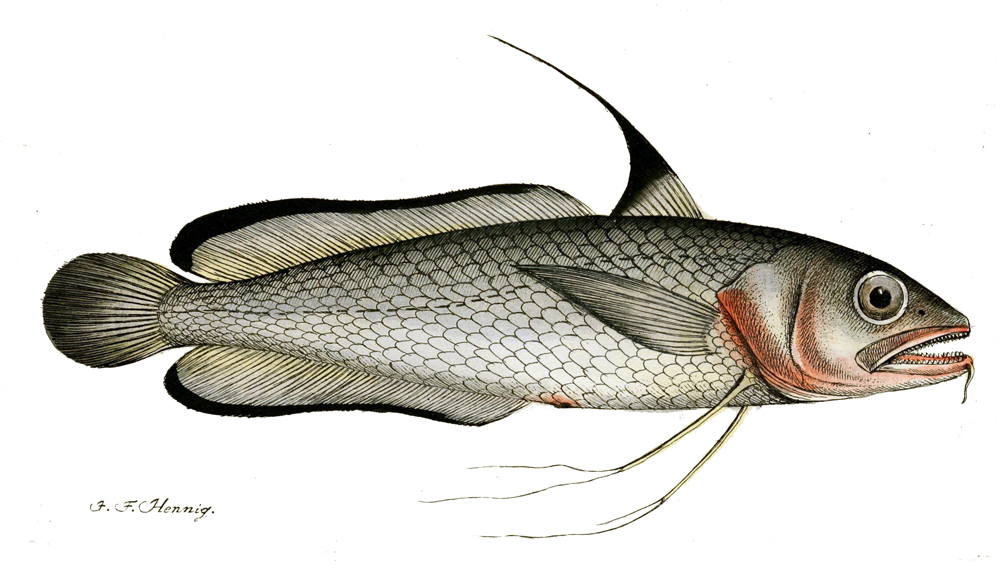
Phycis blennoides
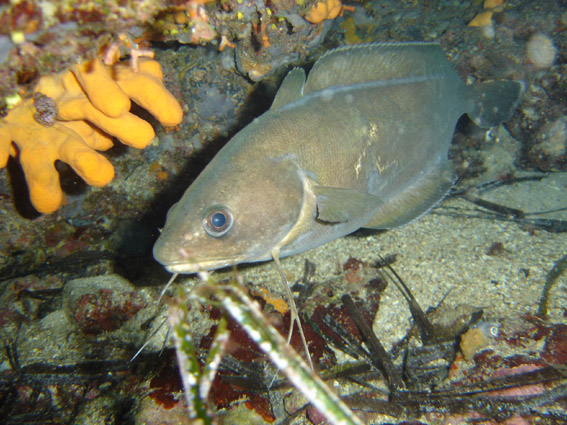
Phycis phycis